# Justicia rodgersii
Justicia rodgersii är en akantusväxtart som beskrevs av Vollesen. Justicia rodgersii ingår i släktet Justicia och familjen akantusväxter. Inga underarter finns listade i Catalogue of Life.